# Pietro Negroni

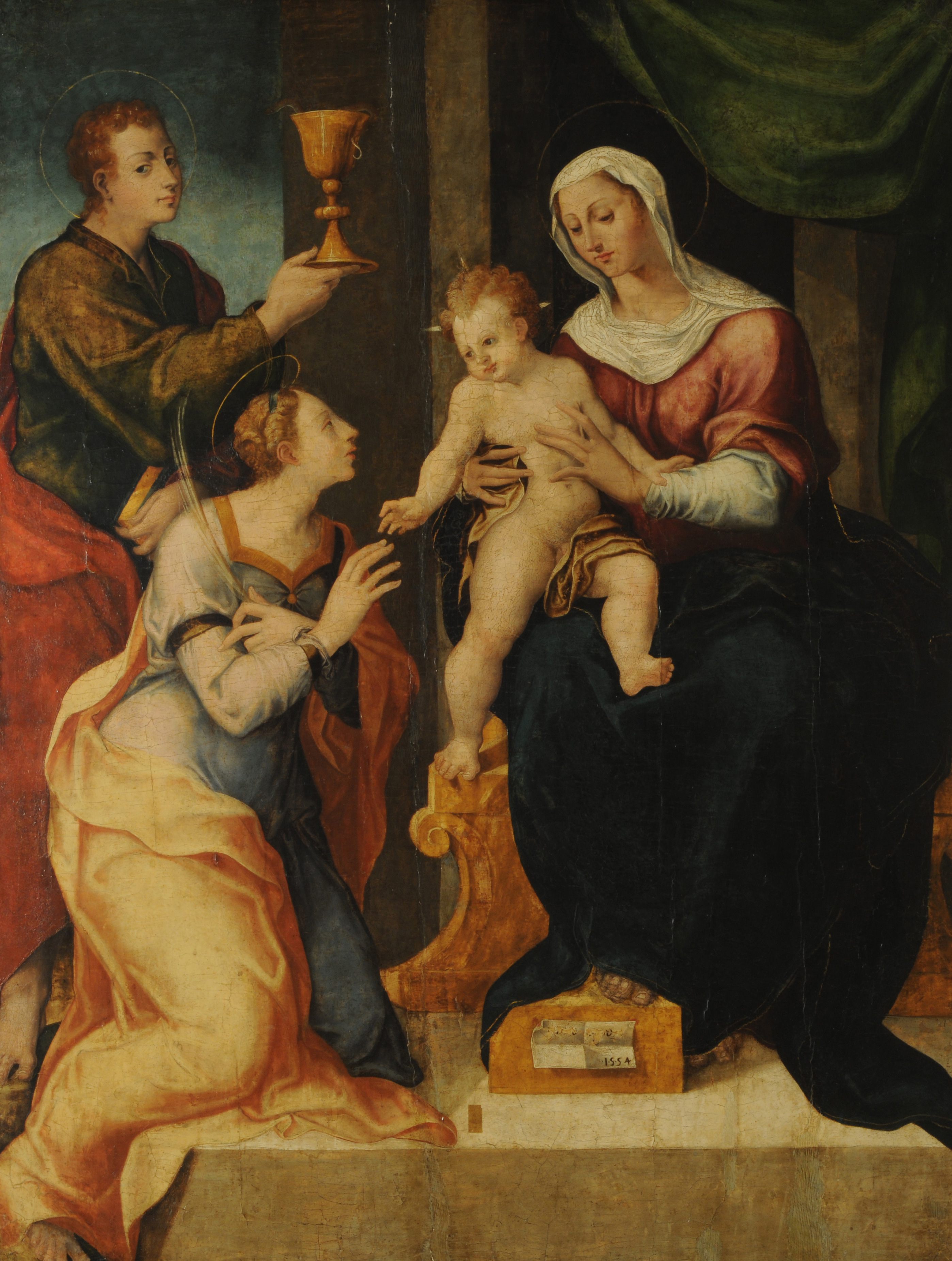
Pietro Negroni (Zingarello): Mystische Hochzeit der hl. Katharina, 1554, Öl auf Leinwand, 139 × 109 cm, Museo Nacional de Bellas Artes, Buenos Aires

Pietro Negroni, genannt Zingarello („kleiner Zigeuner“) oder Giovane Zingaro („der junge Zigeuner“) (* um 1505 oder 1515/1520, wahrscheinlich in San Marco Argentano (?)) war ein süditalienischer Maler des Manierismus, der besonders in Neapel wirkte und auch Werke in Kampanien, Kalabrien und Sizilien hinterließ.

## Leben und Wirken
Es ist nur wenig über sein Leben bekannt. Laut Bernardo De Dominici (1742) wurde Negroni im Jahr 1505 geboren, modernere Autoren halten einen Zeitraum um 1515 bis 1520 für wahrscheinlicher. Auch über den wahrscheinlich in Kalabrien liegenden Geburtsort herrscht Unklarheit, genannt werden in der Literatur Cosenza, Crotone, Castrovillari oder San Marco Argentano, wobei der letztere Ort bereits in einem Manuskript aus dem 16. Jahrhundert, den Commentaria von Bernardino Bombini, genannt und von einigen moderneren Autoren daher als besonders wahrscheinlich angesehen wird.
Auch über seine Ausbildung gibt es keine gesicherten Auskünfte, laut De Dominici erlernte er die Malerei in Neapel bei seinem Landsmann Marco Cardisco; aus stilistischen Gründen wird aber auch eine Lehre bei Polidoro da Caravaggio in Messina für möglich gehalten.
De Dominici berichtet, dass Negroni 1535 zum Einzug Karls V. in Neapel die Festdekorationen schuf. 1539 erhielt er von einem Pacilio Certa den Auftrag für eine Maria Immacolata; Negroni wurde dabei als „de Neapoli“ definiert, was darauf hindeutet, dass er schon länger in der Stadt lebte. Aus demselben Jahr stammt das älteste bekannte Werk Negronis, eine für Luca de Maxo gemalte Madonna mit Kind und den Hl. Antonino und Catello in der Kirche San Antonino in Sorrent. Derselben Phase lässt sich unter anderem eine Pietà in der neapolitanischen Kirche Santi Marcellino e Festo zuordnen und im darauffolgenden Jahr 1540 signierte er zusammen mit Girolamo Cardillo eine Geburt Jesu, die sich in der Kirche San Domenico in Aversa befindet. Von 1541 ist Negronis Anbetung der Könige in Santa Maria Donnaromita (Neapel).
Aus einem Brief, den Polidoro Papera 1544 aus Venedig an den Maler Giovan Luca da Eboli schrieb, geht hervor, dass Negroni zu dieser Zeit als führender Maler „in diesen neapolitanischen Landen“ und seine Kunst als „exzellent“ galt.

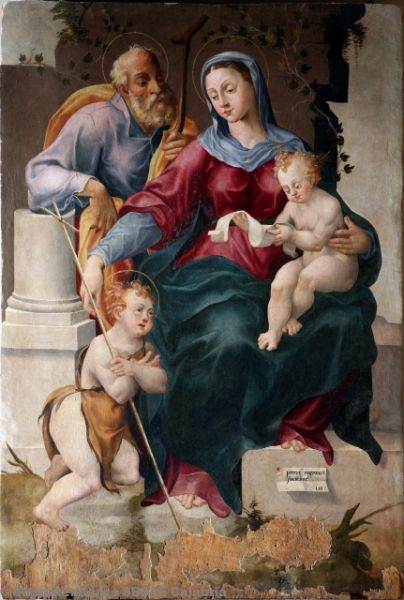
Heilige Familie mit Johannes d. Täufer, 1557, Öl auf Holz, 170 × 115 cm, Galleria nazionale, Cosenza

Im selben Jahr malte er die Madonna mit den Hl. Lucia und Antonius von Padua, die sich heute im Museo di Capodimonte befindet. Andere Werke der 1540er Jahre für die neapolitanischen Kirchen Santa Maria delle Grazie, Sant’ Aniello a Caponapoli, San Lorenzo Maggiore, San Gaudioso und Santa Chiara sind nicht erhalten. Nach De Dominici restaurierte Negroni in Santa Chiara auch die berühmten, aber heute nur fragmentarisch erhaltenen Fresken Giottos.
Nicht dokumentiert sind ein oder zwei Reisen nach Rom, die Negroni um 1540 und/oder 1550 unternommen haben soll, und wo er mit Werken von niederländischen Romanisten wie Maarten van Heemskerck, oder mit dem Umkreis von Pellegrino Tibaldi, Daniele da Volterra und Francesco Salviati in Berührung gekommen sein könnte – wie man aus Eigenheiten seiner stilistischen Entwicklung schließt.
1549 wurde Cesare Turco sein Schüler und Mitarbeiter, dem Negroni, wie auch einigen anderen Malern Neapels, die malerische Kultur nach Polidoro da Caravaggio vermittelte.
Oft wurde vermutet, dass Negroni um 1550 zurück in seine Heimat Kalabrien ging, weil er ab 1551 viele Altarbilder für dortige Orte wie Cosenza, Castrovillari oder San Marco Argentano malte, besonders oft für Kirchen der Franziskaner oder Minoriten. Da aus der gleichen Zeit aber auch Gemälde in Kampanien erhalten sind, ist es ebenso gut möglich, dass er weiterhin in Neapel lebte und die entsprechenden Bildwerke von dort in andere Orte verschickte.
Zu den wichtigen Werken der 1550er Jahre zählen unter anderem die für Francesco Gualtieri gemalte Madonna mit den Hl. Lukas und Paulus für die Kirche San Francesco di Paola in Cosenza (1551), sowie zwei Gemälde für Santa Maria di Castello in Castrovillari: die Madonna mit den Hl. Barbara und Laurentius (1552) und eine 1560 vollendete Himmelfahrt Mariens.
Das letzte bekannte Bild Pietro Negronis ist die Madonna mit den Hl. Bernardino und Aniello in der Kirche San Francesco von Nocera Inferiore (heute in der dazugehörigen Pinacoteca), die er nach einer Inschrift 1567 für die Familie Grimaldi gemalt haben soll – zwei Jahre nach dem von De Dominici (1742, S. 675) behaupteten angeblichen Todesjahr 1565.
Ort und Jahr seines Todes sind jedoch nach heutigem Kenntnisstand (2022) nicht bekannt.
Gegen ein Sterbejahr um 1565 spricht auch ein im Archivio di Stato von Neapel erhaltenes Dokument vom 12. Oktober 1587, in dem einem edlen „Petrus de Nigrone pictor“ der Auftrag zu einem heute verlorenen Gemälde für eine Kapelle in Santa Caterina a Formiello erteilt wurde. Ein „magnificus Petrus Nigrone“ wird außerdem am 27. März 1593 in den Akten der Kapelle und der Bruderschaft der Maler, der Confraternita di San Luca, erwähnt. Auch das obenerwähnte, um 1588 entstandene Manuskript von Bombini listet einen „Petrus Nigronus“, der eine „führende Rolle in der Malerei“ spiele, als einen noch lebenden Einwohner von Neapel.

## Werkliste (Auswahl)
- Madonna mit Kind und den Hl. Antonino und Catello, 1539, Kirche San Antonino, Sorrent
- Pietà, Santi Marcellino e Festo, Neapel
- Geburt Jesu, 1540, San Domenico, Aversa (zusammen mit Girolamo Cardillo)
- Anbetung der Könige, 1541, Santa Maria Donnaromita, Neapel
- Madonna mit den Hl. Lucia und Antonius von Padua, 1544, Museo di Capodimonte, Neapel
- Madonna mit den Hl. Lukas und Paulus, 1551, San Francesco di Paola, Cosenza
- Verkündigung, 1552, Bischofspalast, Cassano allo Ionio
- Madonna mit den Hl. Barbara und Laurentius (1552) und Himmelfahrt Mariens (1560), Santa Maria di Castello, Castrovillari
- Maria Immaculata, 1558, Chiesa delle Cappuccinelle, Cosenza
- Gang zum Kalvarienberg, 1553, Sammlung der Banca Toscana di Firenze, Florenz
- Der Ewige Vater mit den Hl. Gennaro und Restituta, 1554, Dom von Neapel
- Madonna mit den Hl. Andreas und Jacobus, 1555, Musée des Beaux-Arts, Orléans
- Polyptychon mit Madonna und Heiligen, Santa Maria di Portosalvo, Palermo
- Madonna mit Kind in Glorie, 1555, Dom von Policastro
- Geburt Jesu, San Francesco, Arienzo
- Anbetung der Könige, 1558, Annunziata von Airola
- Madonna mit den Hl. Bernardino und Aniello, 1567 (?), Kirche San Francesco, Nocera Inferiore, heute in der dazugehörigen Pinacoteca

Pietro Negroni werden etwa 15 erhaltene Zeichnungen zugeschrieben, darunter eine Pietà in den Uffizien (Florenz).